# بريندن ديلون
بريندن ديلون هو لاعب هوكي جليد كندي، ولد في 13 نوفمبر 1990 في سوري في كندا.

## وصلات خارجية
- بريندن ديلون على موقع دوري الهوكي الوطني (الإنجليزية)
- بريندن ديلون على موقع EliteProspects.com (الإنجليزية)
- بريندن ديلون على موقع HockeyDB.com (الإنجليزية)
- بريندن ديلون على موقع Hockey-Reference.com (الإنجليزية)